# 诺江镇
诺江镇，是中华人民共和国四川省巴中市通江县下辖的一个乡镇级行政单位。2020年5月，将诺江镇西城社区、谢家河坝社区、石牛嘴社区、北街社区、南街社区、东城社区、城郊社区、牌坊街社区、春长坪社区、城东村、城北村、西寺村、西郊村、城南村、诺水村5组所属行政区域划归壁州街道管辖。将民胜镇焦坪村、周子坪村所属行政区域划归诺江镇管辖

## 行政区划
诺江镇下辖以下地区：
北街社区、南街社区、城郊社区、牌坊街社区、东城社区、西城社区、春长坪社区、谢家河坝社区、城东村、新华村、阳望山村、城南村、诺水村、城北村、西寺村、西郊村、千佛村、元顶村、赵村、厍洪村、亮垭村、高明村、马岭村、城西村、何家村、沿新村、天井村、七水村和石岭村。
2020年5月调整后，诺江镇辖箭口河社区、焦坪村、周子坪村、高明村、城西村、千佛村、元顶村、何家场村、七水村、天井村、石岭村、沿新村、亮垭村、赵村村、马岭村、厍洪村、阳望山村、新华村和诺水村1至4组、6至8组所属行政区域。